# Jeletsoffensief
Het Jeletsoffensief (Russisch: Елецкая наступательная операция, Jeletskaja nastupatelnaja operatsija) was een gevecht aan het oostfront tijdens de Tweede Wereldoorlog van 6 december 1941 tot 16 december 1941. Nadat de Duitse aanval op Moskou was vastgelopen, zette het Rode Leger een tegenaanval in. Als onderdeel van het tegenoffensief viel het Zuidwestelijk Front het Duitse 2de leger aan, dat de zuidelijke flank van Heeresgruppe Mitte vormde. Het onherbergzame terrein en de winterse omstandigheden maakten elke verplaatsing moeilijk, maar de Sovjets waren beter voorbereid op deze omstandigheden. Na een korte strijd braken ze door de Duitse linie en omsingelden ze twee Duitse divisies ten westen van Jelets. Pas na hevige gevechten braken de Duitsers uit de omsingeling, maar tijdens hun terugtocht leden ze zware verliezen.
Hoewel de vernietiging van twee divisies niet tot de volledige ineenstorting van het Duitse verdediging leidde, was het 2de leger verplicht om zich meer dan 100 km naar het westen terug te trekken.

## Situatie december 1941
Bij de aanvang van Operatie Barbarossa, de inval in de Sovjet-Unie, fungeerde het Duitse 2e Leger als reserve van Heeresgruppe Mitte. Op 2 juli 1941 werd het leger geactiveerd en ingezet om de omsingelde Sovjetlegers bij Minsk te vernietigen. Daarna vormde het leger de rechterflank van Heeresgruppe Mitte. De divisies waren van middelmatige kwaliteit en daarom kreeg het leger slechts taken van secundair belang. Tijdens de Slag om Smolensk rukten de infanteriedivisies van het 2e leger op in het spoor van de pantserdivisies van Pantsergroep 2. Na zware gevechten vernietigde het 2e leger een omsingeld Sovjetkorps bij Mogilev en daarna stak het leger de Dnjepr over. Na een hergroepering zwenkte het leger naar het zuidoosten. De infanteriedivisies ondervonden moeite om het tempo van de tanks te volgen. Nadat ze een zwakke tegenaanval hadden afgeslagen, dreven de Duitsers de Sovjets terug naar de Desna. Op 19 augustus veroverde het 2e leger Gomel. Terwijl Pantsergroep 2 verder naar het zuiden oprukte om de Sovjets bij Kiev te omsingelen, beschermde het 2e leger de achterhoede van de pantserdivisies tegen aanvallen van verspreide Sovjetlegers.
Na de Slag bij Kiëv hergroepeerde het leger zich. De uitgedunde infanteriedivisies werden opnieuw op sterkte gebracht en het leger kreeg enkele weken rust. Tijdens operatie Taifun, de aanval op Moskou, vormde het 2e leger de noordelijke tang van de omsingeling bij Brjansk. Na de vernietiging van de omsingelde Sovjetlegers hergroepeerde het leger zich tussen Orjol en Koersk. Op 21 oktober werd de opmars naar het oosten hervat. De voornaamste taak van het 2e leger was de bescherming van de zuidelijke flank van Pantsergroep 2 tijdens hun opmars naar Moskou.
In het gebied ten oosten van Orjol lagen nauwelijks wegen en daarom liet generaal Rudolf Schmidt zijn troepen oprukken langs de spoorwegen. De linkerflank werd gevormd door het 35e Korps, bestaande uit de 262e Infanteriedivisie en de 293e Infanteriedivisie. Dit korps moest de zuidelijke flank van Pantsergroep 2 beschermen en Jefremov veroveren. De steden Livny en Jelets vormden het doel van het 34e Korps, dat de centrale aanvalsmacht vormde. Bij Jelets kruiste de spoorweg tussen Orjol en Lipetsk de spoorweg tussen Voronezj en Moskou. Jelets was zo het belangrijkste knooppunt in de regio. Ten oosten van dit stadje bevonden zich nauwelijks nog nederzettingen. Lipetsk, de volgende stad van enige betekenis, lag 80 km verder naar het oosten.
Meer naar het zuiden vormde het 48e Korps de verbinding met Heeresgruppe Süd. Op papier was dit korps een mobiele formatie bestaande uit een pantserdivisie en een gemotoriseerde divisie, maar in werkelijkheid waren de beide divisies onderbemand. Sinds het begin van operatie Barbarossa waren ze onafgebroken in actie geweest en ze hadden dringend nood aan rust en versterkingen. Ongeveer een derde van alle voertuigen was nog operationeel. De rest bevond zich in werkplaatsen.
Eind oktober leek de overwinning binnen bereik van de Duitse legers. De verdedigingslinie rond Moskou was ineengestort en georganiseerde tegenstand van de Sovjets was gebroken. Het Duitse 2e leger was echter vastgelopen in het onherbergzame gebied ten oosten van Orjol, waar zich nauwelijks begaanbare wegen bevonden. De opmars vertraagde tot enkele km per dag, want alle beschikbare voertuigen werden ingezet om de bevoorrading op peil te houden. De infanterie vorderde slechts moeizaam. Terwijl de Duitsers verder naar het oosten oprukten, herstelden ze ook de beschadigde spoorweg, die de Sovjets op hun terugtocht hadden vernietigd. Het bood de enige manier om hun troepen te bevoorraden. Op 27 oktober begonnen de herfstregens en kwam de opmars volledig tot stilstand.
Begin november begon de temperatuur te dalen, maar pas nadat de grond bevroren was, was het mogelijk om de opmars te hervatten. Op 26 november veroverde het 34e Korps Livny. Generaal Metz richtte zijn aandacht op Jelets. De 134e infanteriedivisie moest ten noorden van de Sossna aanvallen, terwijl de 45e infanteriedivisie ten zuiden van de rivier oprukte. Langzaam vorderden de Duitse divisies in de richting van hun doel. De temperatuur zakte verder onder nul en het gebrek aan winterkledij begon de Duitsers te hinderen. Het gebied bestond uit lage heuvels en ondiepe rivieren, die smalle ravijnen hadden gevormd. De geulen in het terrein hadden zich gevuld met sneeuw, die de opmars belemmerden. Ook de Sovjettegenstand werd sterker naarmate de Duitsers dichter bij Jelets kwamen.

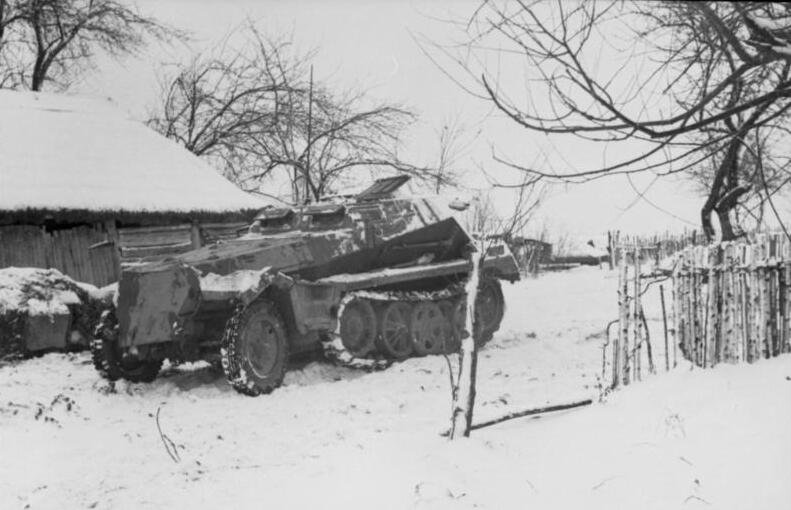
Duits rupsvoertuig in de sneeuw

Op 1 december 1941 bereikten de Duitsers Kasaki. Dit stadje bevond zich 15 km ten westen van Jelets. Het duurde nog tot 3 december voordat alle regimenten van de 134e infanteriedivisie hun uitgangsposities hadden bereikt. De zware sneeuwval verhinderde alle communicatie. De aanval brak door de buitenste verdedigingslinie en het kwam tot hevige gevechten rond het klooster, waar de Sovjets zich hadden verschanst. Terwijl het 446e regiment en het 449e regiment het stadje begonnen te zuiveren, veroverde de Duitse voorhoede een bruggenhoofd over de Sossna. Op 5 december was het stadje in handen van de Duitsers en generaal Metz staakte het offensief.
Begin december 1941 waren de divisies van het Duitse 2de leger uitgestrekt over een frontlijn van meer dan 160 kilometer. Het 35e Korps nam een positie in rond Jefremov, maar het korps had nauwelijks contact met zijn buren. Het 2e Pantserleger bevond zich in de buurt van Toela en de noordelijke flank van het 34e korps had Telgino veroverd. De rest van het 34e korps verdedigde een frontlijn van 40 km ten zuiden van de Sossna. Meer naar het westen was de situatie nog erger. Het 48e Korps had Livny nog niet bereikt. Het had zelfs nog niet de Tim overgestoken, een rivier 30 km ten westen van het stadje. De korpsen waren verspreid over een gebied van 160 km, waar nauwelijks berijdbare wegen waren. Bovendien verhinderden sneeuwbuien elke verplaatsing.

## Slagorde Rode Leger
- Zuidwestelijk Front (Luitenant-generaal Fjodor Kostenko)
  - 3e Leger (Generaal-majoor Jakov Kreizer)
    - 212e divisie
    - 269e divisie
    - 137e divisie
    - 283e divisie
    - 6e garde divisie
    - 52e cavaleriedivisie

  - 13e Leger (Luitenant-generaal F. I. Gorodnjanski)
    - 132e divisie
    - 148e divisie
    - 143e divisie
    - 307e divisie
    - 6e divisie
    - 55e cavaleriedivisie
    - 150e Tankbrigade

  - Gemechaniseerde Cavalerie Groep (Luitenant-generaal Fjodor Kostenko)
    - 5e Cavalerie Korps (Majoor-generaal V. D. Krjoetsjenkin)
    - 121e divisie
    - 1e Garde Infanteriedivisie

  - 40e Leger (Majoor-generaal K. P. Podlas)

## SlagordeWehrmacht

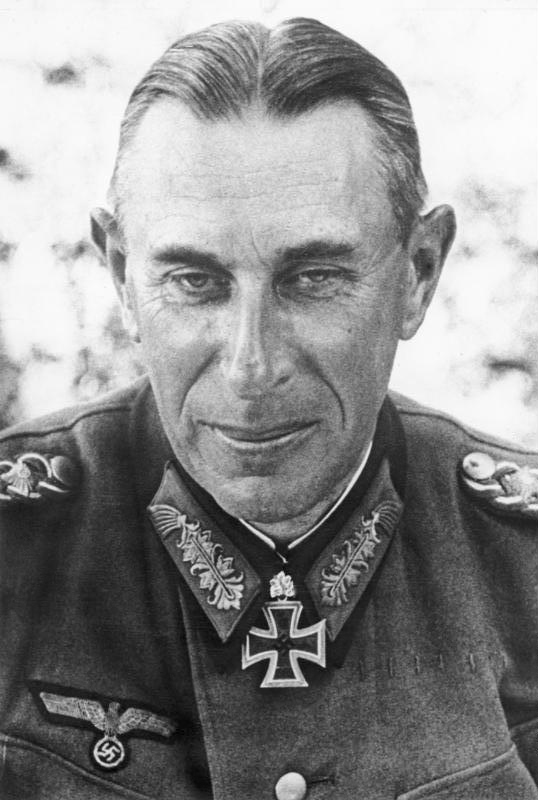
Rudolf Schmidt na zijn bevordering tot kolonel-generaal (1942)

- 2e Leger (Generaal der Pantsertroepen Rudolf Schmidt)
  - 35e Korps (Generaal der Artillerie Rudolf Kämpfe)
    - 293e Infanteriedivisie (luitenant-generaal Justin von Obernitz)
    - 262e Infanteriedivisie (luitenant-generaal Edgar Theissen)

  - 34e Korps (Generaal der Infanterie Herman Metz)
    - 134e Infanteriedivisie (luitenant-generaal Conrad von Cochenhausen)
    - 45e Infanteriedivisie (luitenant-generaal Fritz Schleiper)

  - 48e Gemotoriseerde Korps (Generaal der Pantsertroepen Werner Kempf)
    - 95e Infanteriedivisie (luitenant-generaal Hans-Heinrich Sixt von Arnim)
    - 16e Infanteriedivisie (luitenant-generaal Sigfrid Henrici)
    - 9e Pantserdivisie (luitenant-generaal Alfred Ritter von Hubicki)

Het 34ste Korps en het 35ste Korps waren zogenaamde Höheres Kommando z.b.V. Een gewoon legerkorps beschikte over talloze ondersteunende eenheden zoals genie-eenheden, artillerie, luchtafweer en verbindingstroepen waarop de korpscommandant een beroep kon doen. Een Höheres Kommando z.b.V. bestond enkel uit een hoofdkwartier, dat de bewegingen van de bijhorende divisies coördineerde. Zolang de Duitse legers het initiatief hadden, werkte deze structuur. In een verdedigende opstelling was ze echter verre van ideaal. In geval van problemen moest de korpscommandant een beroep doen op de reserves van zijn divisies, die op dat moment waarschijnlijk al waren ingezet door de divisiecommandant.

## Jeletsoffensief

### Aanval (6 - 9 december)
Op 6 december 1941 zette het Zuidwestelijk Front het offensief in. Langs het ganse front van het 34e Korps en het 35e Korps vielen de Sovjets aan. In het noorden concentreerde het 3e Leger zijn aanvallen op Jefremov. Vier divisies vielen de Duitse stellingen ten oosten van de stad aan. De 262e infanteriedivisie hield stand en sloeg de eerste aanvallen af. In de namiddag hervatte het 3e leger de aanval en tastte de Duitse stellingen ten noorden en ten zuiden van de stad af. De Duitse verdediging brak niet, maar de voortdurende aanvallen dwongen generaal Kämpfe wel een aantal stellingen te ontruimen. Hij gaf opdracht om zich terug te trekken naar Jefremov, waar de huizen van het stadje meer beschutting boden tegen het winterweer. Door de terugtocht verloor de 262e infanteriedivisie het contact met haar zuidelijke buur, de 134e infanteriedivisie waarvan het 445e regiment zich nog steeds bij Telgino bevond. Er ontstond een gevaarlijke opening in het Duitse front, maar die bres werd voorlopig niet opgemerkt door de Sovjets.

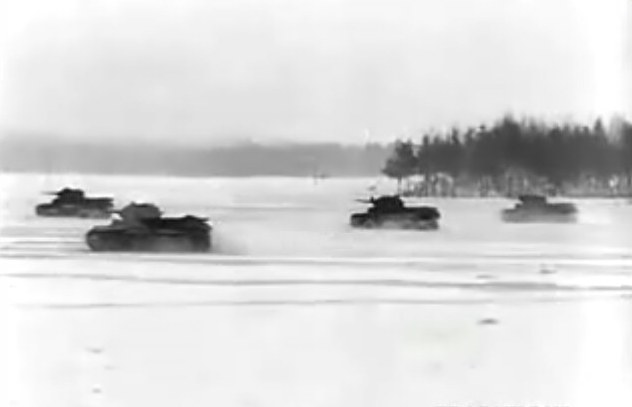
Tanks vallen aan in de sneeuw

In de sector van het 34ste Korps vormde Jelets het doel van het 13e Leger. Op 6 december bleef het relatief rustig in dit gedeelte van het front. In de loop van de dag voerden de Sovjets enkele verkenningsaanvallen op Telgino uit, maar ze werden met zware verliezen teruggeslagen. De Sovjets hergroepeerden zich en de volgende dag zette de 5e cavaleriedivisie en de 302e divisie de aanval in. Het kwam tot hevige gevechten in Podchoroschje, ten noorden van Jelets. Het 446e regiment bracht de vijandelijke aanval tot stilstand, maar het regiment beschikte niet meer over voldoende reserves. De munitie- en brandstofvoorraden waren afgenomen tot een niveau waarbij de granaten waren gerantsoeneerd. Ook gedurende de nacht bleven de Sovjets de Duitse verdedigers lastigvallen. Onder dekking van de sneeuwbuien glipten verschillende eenheden langs de Duitse posten naar het westen. Luitenant-generaal Von Cochenhausen maakte zich zorgen om zijn flanken en hij trok zijn divisie terug in de richting van Jelets. De sneeuwstormen maakten van elke verplaatsing een hachelijke onderneming. Hoewel enkele groepjes geïsoleerde Duitsers door de Sovjets werden vernietigd, bleef de 134e infanteriedivisie goed georganiseerd. Tegen de avond lag Jelets binnen bereik van de Sovjetartillerie. Na overleg met zijn divisiecommandanten gaf generaal Metz de opdracht om de volgende dag de stad te ontruimen.
De aanvallen op Jefremov en Jelets waren voor het Zuidwestelijk Front van secundair belang. Het zwaartepunt van hun offensief lag in het zuiden. De Gemechaniseerde Cavalerie Groep, gesteund door de 150e Tankbrigade, viel de 45e infanteriedivisie en de 95e infanteriedivisie aan. Hun doel was de verovering van Livny. De aanval verraste de Duitsers. In het gebied bevonden zich nauwelijks begaanbare wegen en de sneeuw verhinderde elke verplaatsing van voertuigen. De tanks van de 150e Tankbrigade hadden echter brede rupsbanden om zich beter te kunnen verplaatsen in de sneeuw en de infanterie had de gewoonte om mee te rijden op de tanks. Bovendien kon het 5e cavaleriekorps zich gemakkelijker verplaatsen in de sneeuw.
Na enkele kleine plaatselijke acties lanceerde generaal Fjodor Kostenko op 7 december zijn aanval. De Duitsers waren verrast door het verschijnen van de tanks en er ontstond paniek onder de infanteristen, die over onvoldoende anti-tankgeschut beschikten. Enkele eenheden trokken zich terug, maar ze werden overrompeld door de oprukkende tanks. Het bataljon op de rechterflank van de 45e infanteriedivisie stortte ineen. Door deze bres stormde de 3e cavaleriedivisie naar het noorden. Alle contact met de 95e infanteriedivisie was verbroken. Naburige eenheden werden door dezelfde paniek bevangen en begonnen zich terug te trekken, waarbij ze hun zware wapens in de sneeuw achterlieten. De cavaleristen liepen het regimentshoofdkwartier van het 133e regiment onder de voet, waardoor de verbindingen volledig wegvielen. De terugtocht ontaardde in een wilde vlucht naar het noorden.

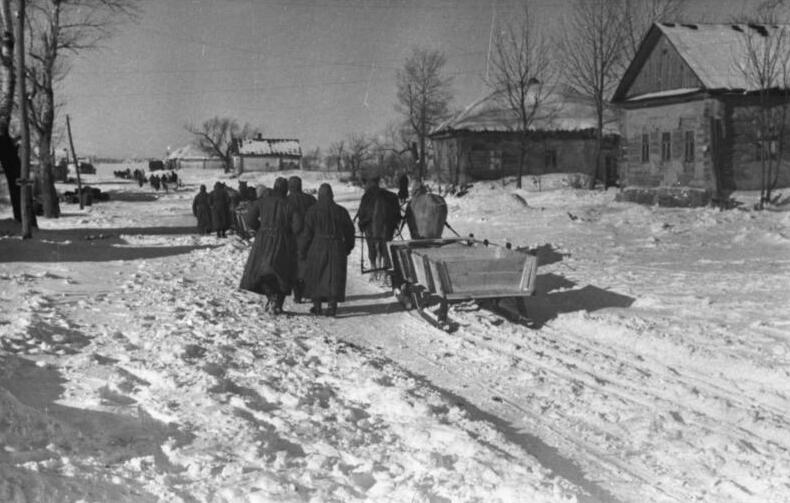
Duitse terugtocht

Generaal Metz beval zijn enige reserve, het 134ste Panzerjagerbataljon van de 134ste infanteriedivisie, om de bres te dichten. Toen ze de opdracht kregen, bevond de eenheid zich bij Kosaki, ten noorden van de Sossna. Het bataljon had nauwelijks 2 km afgelegd, toen de gemechaniseerde kanonnen vastliepen in de sneeuw.
Terwijl de Duitse verdediging ten zuiden van de Sossna ineenstortte, bleef het relatief rustig in de sector rond Jelets. Het Zuidwestelijk Front concentreerde zijn aanval op de 45ste infanteriedivisie en voerde in het noorden slechts enkele kleine aanvallen uit. Ondanks het sporadische artillerievuur ontruimden de Duitsers zonder veel problemen de stad op 8 december. Ze bliezen de bruggen op, staken de huizen in brand en vernietigden alle voorraden. Het 445e regiment gaf hun stelling ten oosten van Telgino op en trok zich terug in de richting van Kosaki. Ten zuiden van Jelets probeerde het 446e regiment eveneens de spoorweg bij Kosaki te bereiken en als laatste verliet het 449e regiment Jelets. Tijdens de terugtocht werden de Duitse eenheden voortdurend aangevallen door Sovjetpatrouilles, die ook tijdens de nacht de terugtrekkende Duitsers geen rust gunden. In de duisternis verloren de eenheden het contact met elkaar. Er ontstond paniek en de officieren moesten met harde hand de discipline handhaven.
Gedurende de volgende dag probeerde luitenant-generaal Von Cochenhausen stand te houden bij Kosaki. De Duitsers kregen een adempauze doordat de Sovjets pas in de loop van de middag in het ontruimde Jelets doordrongen. Het 446e regiment kreeg bevel om zich in te graven, terwijl de beide andere regimenten zich verder naar Ismailovo terugtrokken. De artillerie van de divisie bleef achter om de verdediging te steunen. 

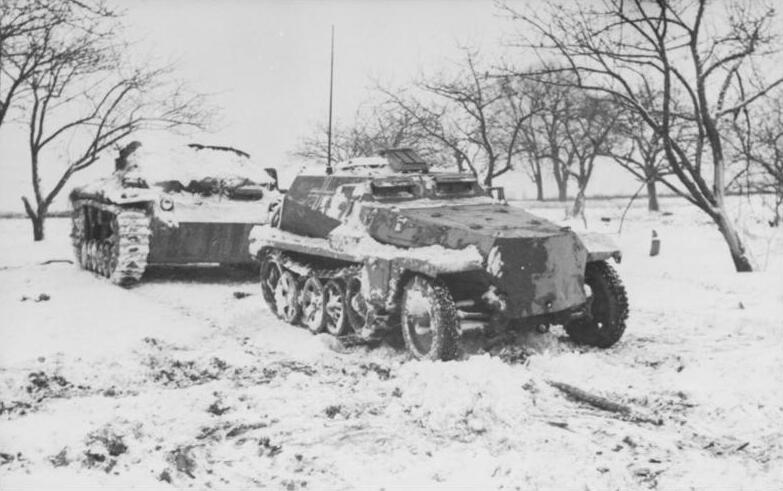
Duits gemechaniseerd geschut in de sneeuw

Zonder dat de Duitsers het beseften, was hun terugtocht reeds afgesneden. De 55e cavaleriedivisie had Rossosjnoje veroverd en meer naar het westen had de voorhoede van het 5e cavaleriekorps de Sossna overgestoken en Werchnoje bereikt. Ze begonnen zich in te graven op de westelijke oever. De ring rond de 134e en delen van de 45e infanteriedivisie was volledig gesloten.

### Omsingeling (10 – 12 december)
Op de ochtend van 10 december was er niet langer sprake van een georganiseerde Duitse verdediging. Er gaapte een gat van 80 km in de frontlijn van het Duitse 2de leger. In het noorden had het 3e Leger de 1262e Infanteriedivisie naar de buitenwijken van Jefremov teruggedreven en in het zuiden had de 95e Infanteriedivisie zich naar het westen teruggetrokken. Ze probeerden een verdedigingslinie te organiseren op de westelijke oever van de Ksjen, een smal, bevroren riviertje dat ten oosten van Livny in de Sossna uitmondde. Het 5e Cavaleriekorps, bestaande uit twee cavaleriedivisies, was door de bres geglipt en veroorzaakte enorme chaos in de Duitse achterhoede. De cavaleristen waren niet aan de wegen gebonden. De ruiters galoppeerden door de bossen en over de besneeuwde velden. Ze plunderden voorraaddepots, legden hinderlagen, onderschepten koeriers en vielen hoofdkwartieren aan. De Sovjets staken alle huizen, boerderijen en hutjes in brand zodat de Duitsers geen schuilplaatsen tegen het winterweer hadden.
De restanten van 45e infanteriedivisie vluchtten naar het noorden. Het was niet langer een georganiseerde eenheid. De Duitse infanteristen probeerden de Sossna te bereiken voor de Sovjets. Voertuigen die vastliepen in de sneeuw werden achtergelaten en in brand gestoken. Opgejaagd door de Sovjetcavaleristen vluchtten de Duitsers verder. Het ijs op de bevroren rivier bleek te dun en tientallen Duitsers verdronken bij hun poging de noordelijke oever te bereiken. De overlevenden van de 45e Infanteriedivisie voegden zich bij de colonnes van de 134e Infanteriedivisie.
Op 10 december bereikte de 148ste divisie van het 13de leger Kasaki. Het 446e regiment sloeg de eerste aanval af, maar hun voorraden slonken snel. Vooral de munitie van de artillerie werd erg schaars. Na een derde mislukte poging staakten de Sovjets hun frontale aanvallen en probeerden het regiment te omsingelen. Ze bereikten de weg naar Ismailovo en probeerden een blokkade op te zetten, maar een Duitse uitval joeg hen uiteen. Voor Kasaki kreeg de 148e divisie versterking van de 143e divisie en beide divisies hervatten de frontale aanvallen. Het 446e regiment hield nog steeds stand tegen deze overmacht, maar in de loop van de namiddag drongen de Sovjets in het dorp door. Toen de Duitse kanonnen hun laatste granaten hadden verschoten, gaf luitenant-kolonel Reinert bevel om alle zware wapens te vernietigen en zich naar Ismailovo terug te trekken. Onder dekking van de invallende duisternis glipten de Duitsers uit het dorp weg.

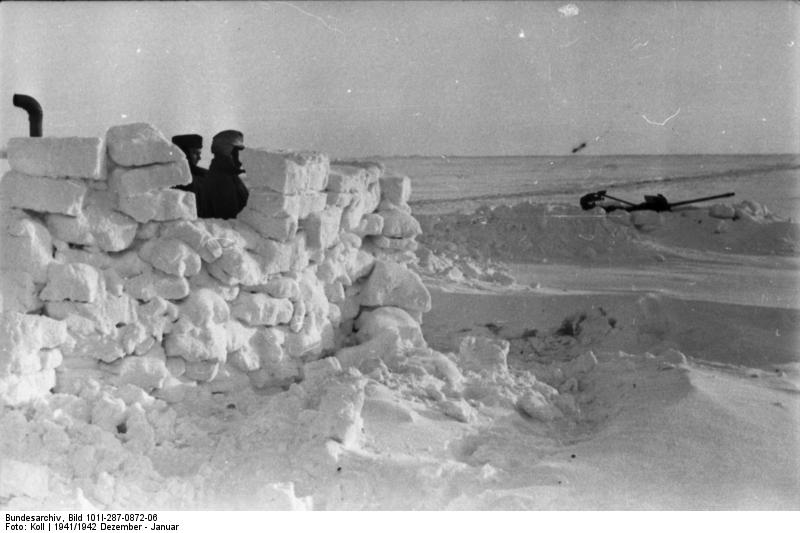
Geïmproviseerde verdedigingsstelling in de sneeuw

Het was de terugtocht van een verslagen leger. Niet alleen de 134e infanteriedivisie trok naar het westen, maar onder de colonnes bevonden zich ook delen van de 45e infanteriedivisie, Luftwaffe-personeel, verbindingstroepen, koks, medisch personeel en andere ondersteunende diensten. Luitenant-generaal Von Cochenhausen was geschokt door de vernietiging van zijn divisie en hij was gedemoraliseerd. De leiding lag in handen van de lagere officieren. Luitenant-kolonel Reinert, bevelhebber van het 446e regiment, voerde het bevel over de voorhoede. Meer naar het oosten leidde de bevelhebber van het 134e artillerieregiment, luitenant-kolonel Neufellner, een groep die zich had verzameld rond de overgebleven artillerie en majoor Richert, commandant van het 134e pantserjagerbataljon, had een gemengde gevechtsgroep gevormd van zijn gemechaniseerde kanonnen en infanteristen. Tussen de verschillende groepen bevonden zich colonnes van gedemoraliseerde Duitse soldaten. Vanuit de sneeuwbuien doken kleine groepjes Sovjetcavaleristen op, die de colonnes beschoten en dan weer verdwenen.
Terwijl de Duitse commandostructuur uit elkaar viel, hadden ook de Sovjets problemen met hun bevelvoering. De staf van het Zuidwestelijk Front had het overzicht over het offensief verloren. Er vond geen coördinatie tussen de verschillende legers plaats. In het noorden vocht het 3e leger nog steeds rond Jefremov en in het zuiden had de Gemechaniseerde Cavalerie Groep de 95e infanteriedivisie verslagen en rukte op naar het westen. In het centrum bevonden de cavaleriedivisies zich diep in de achterhoede van het Duitse 2e Leger, maar de rest van de Sovjetdivisies had de snelle opmars niet kunnen volgen. Op 11 december veroverde de 55e cavaleriedivisie het belangrijke bevoorradingsdepot in Sjatilovo, dat in brand werd gestoken. Meer naar het zuiden had het 5de cavaleriekorps de Sossna overgestoken en dreigde de spoorweg naar Orjol af te snijden.
Luitenant-kolonel Reinert schraapte zijn uitgeputte regiment bijeen en gesteund door de gemechaniseerde kanonnen van het 134e Panzerjagerbataljon viel hij in de ochtend van 12 december Sjatilovo aan. De Sovjets waren verrast door de aanwezigheid van de gepantserde gevechtsvoertuigen. Ondanks hun gebrek aan artillerie en zware wapens hielden ze stand. De Duitsers drongen tot in het dorp door en het kwam tot hevige gevechten. De StuG III schoten huis na huis in puin, waarna de infanterie de Sovjets verdreef. Luitenant-kolonel Reinert wierp zijn laatste reserves in de strijd en kort voor middernacht was het depot terug in Duitse handen.

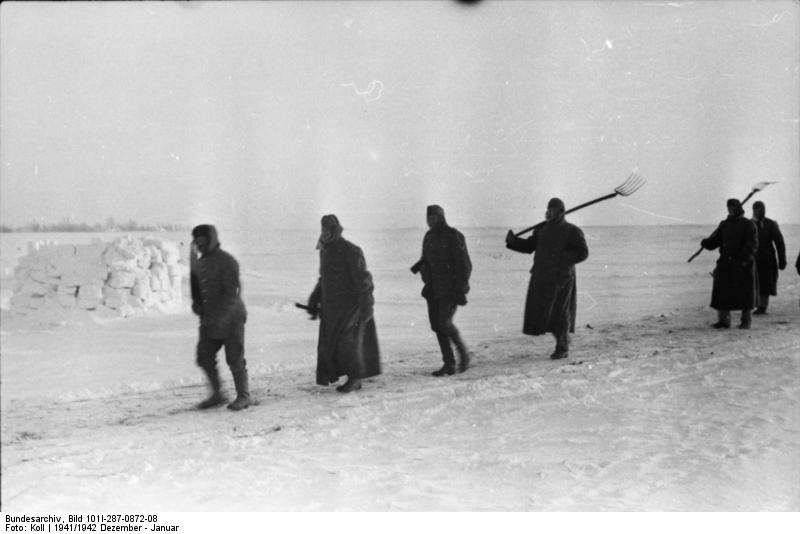
Duitse soldaten in de sneeuw

Een verkenningspatrouille meldde dat Rossosjnoje, het volgende dorp, was bezet door de Sovjets. Luitenant-kolonel Reinert gunde zijn vermoeide troepen rust en liet ze de nacht in Sjatilovo doorbrengen om de volgende dag een uitbraak te wagen. In de loop van de nacht bereikte de colonne van majoor Richert Sjatilovo. Na overleg tussen de beide officieren gaven ze het bevel dat alle voertuigen moesten stoppen, maar niet iedereen gehoorzaamde. Sommige groepen probeerden zich een weg te banen naar het westen. Ze wisten niet dat de Sovjets hen hadden omsingeld. De smalle weg kon deze toevloed niet aan. De vluchtende soldaten probeerden de verkeersopstoppingen te ontwijken door van de weg af te rijden, maar ze liepen vast in de sneeuw. Voertuigen die niet konden worden losgetrokken, werden in brand gestoken. Gedurende de nacht probeerden beide officieren terug orde te scheppen in de chaos. Ze vormden twee gevechtsgroepen en verdeelden alle munitie en voorraden onder de soldaten die nog in staat waren een wapen te dragen.

### Uitbraak (13 dec – 15 dec)
Op 13 december gaf generaal Metz het bevel om de omsingeling te doorbreken. Luitenant-kolonel Reinert beschikte over twee gevechtsgroepen, die nauwelijks de sterkte van een versterkt bataljon hadden. Het waren de restanten van het 446ste regiment en het 449ste regiment. Ze kregen de steun van de laatste gemechaniseerde kanonnen van het 134ste Panzerjagerbataljon. Hun eerste doel was Rossosjnoje.
Er waren geen begaanbare wegen en daarom volgden de Duitsers de spoorweg, die zich door een nauwe ravijn van Sjatilovo naar Rossosjnoje slingerde. Vlak voor het dorp werd de ravijn breder en passeerde de spoorweg een lage heuvel. Op deze heuvel had een bataljon van de 55ste cavaleriedivisie zich ingegraven. De eerste aanval op Rossosjnoje werd een mislukking. Vanuit hun gecamoufleerde stellingen aan de bosrand beschoten de Sovjets de Duitse flank en er brak paniek uit onder de aanvallers. De Duitse infanteristen bereikten zelfs niet eens het dorp en ze trokken zich terug naar de ravijn. Luitenant-kolonel Neufellner hergroepeerde de troepen en hij leidde persoonlijk de tweede aanval. Onder dekking van een spervuur van mortieren en kannonnen verdreef hij de Sovjets van de bosrand en veroverde de heuvel. Daarna richtte hij zijn aandacht op het dorp. De Duitsers bereikten de oostelijke rand van het dorp en na hevige gevechten was het dorp in Duitse handen. De aanval had echter de laatste artilleriegranaten verschoten.
In Rossosjnoje draaide de spoorweg naar Chomutovo. Luitenant-kolonel Neufellner besloot om de spoorweg niet te volgen naar het noordwesten, maar verder naar het westen te trekken. Een smalle onverharde weg leidde door een ravijn naar Werchnoje Ljubowscha. Na de verovering van Rossosjnoje kwamen de Duitse colonnes opnieuw in beweging. De opgehoopte sneeuw in het ravijn maakte de weg onberijdbaar voor de laatste overgebleven voertuigen. Luitenant-kolonel Neufellner stuurde de voertuigen verder langs de spoorweg naar het noordwesten en de soldaten te voet volgden het pad naar Werchnoje Ljubowscha, waar de Sovjets zich hadden verschanst in het dorp. Onder leiding van majoor Richtert probeerde een aanvalsgroep te voet een doorbraak te forceren, maar de Sovjets sloegen de aanval af. De Sovjets hadden zich ingegraven op de oever van het bevroren riviertje. Drie machinegeweernesten brachten zware verliezen toe aan de aanvallers. De Duitsers trokken zich haastig terug.
Luitenant-kolonel Reinert besloot om te overnachten in het smalle ravijn. Vanuit Kasaki, Sjatilovo en Rossosjnoje kwamen nog steeds kleine groepjes achterblijvers het ravijn binnen gestrompeld. Meestal waren ze in shock of gewond. De soldaten die nog in staat waren om een geweer te dragen, werden bij de gevechtsgroep van majoor Richtert ingelijfd. De mislukte uitbraakpoging had hun moreel gebroken. Tijdens de nacht bleven de Sovjets het Duitse kamp met mortieren en Stalinorgels beschieten. Luitenant-generaal Friedrich von Cochenhausen kreeg een zenuwinzinking en pleegde zelfmoord met zijn dienstwapen.

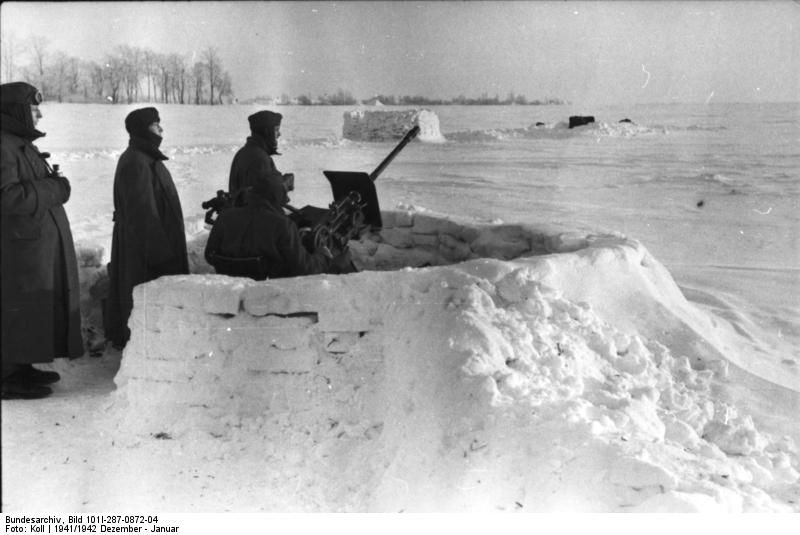
Duitse stelling met machinegeweer

Generaal Metz benoemde kolonel Kunze, commandant van het 449ste regiment, tot commandant van de omsingelde eenheden, maar majoor Richtert kreeg het tactische bevel over de uitbraak. Luitenant-kolonel Reinert besefte dat ze nog één poging moesten ondernemen. Hij verzamelde de restanten van zijn troepen en verdeelde alle beschikbare voedsel en munitie onder de soldaten. Onder dekking van de duisternis vielen ze Werchnoje Ljubowscha aan. Vijandelijke mortieren, machinegeweren en stalinorgels veroorzaakten zware verliezen onder de aanvallers. De aanval stokte, maar majoor Richtert leidde persoonlijk een groep soldaten in een aanval op een machingeweernest, dat hij met enkele handgranaten uitschakelde. De felheid van de aanval verraste de Sovjets en de Duitsers bereikten de westelijke oever. Ze rukten verder op en kort voor de middag was het dorp in hun handen. In het dorp bevonden zich voedsel, kledij en munitie.
In Rossosjnoje kwam het ondertussen tot hevige gevechten rond het station. Een kleine gevechtsgroep van het 3de bataljon van het 446ste infanterieregiment onder leiding van majoor Klein hield de Sovjets op afstand. Ondertussen glipten de laatste Duitse achterblijvers door het ravijn naar Werchnoje Ljubowscha. Majoor Klein liet talloze landmijnen leggen en daarna stak hij het dorp in brand. Ontmoedigd door de felle tegenstand en afgeschrikt door de landmijnen lieten de Sovjets het kleine detachement ongehinderd ontsnappen.
Na de verovering van Werchnoje Ljubowscha besloot kolonel Kunze naar het noorden te zwenken en Chomutovo te bereiken. Tot zijn verbazing hadden de Sovjets gedurende de nacht het dorp ontruimd en zonder tegenstand trokken de Duitsers verder naar het noorden. In de ochtend van 15 december maakte de voorhoede contact met een patrouille van de 1ste SS-infanteriebrigade, die langsheen de spoorweg naar het zuiden trok. De omsingeling was doorbroken. Gedurende de ganse dag trokken de Duitse colonnes door Werchnoje Ljubowscha en Chomutovo. De SS’ers voorzagen hen van voedsel en warme kledij en voor het eerst sinds het begin van het offensief genoten de soldaten van de 45ste infanteriedivisie en de 134ste infanteriedivisie een ongestoorde nachtrust. Op de ochtend van 17 december moesten ze echter opnieuw hun positie in de frontlijn innemen.

## Resultaat
Het Jeletsoffensief had een gat van 80 km in de Duitse verdediging geslagen. De Duitsers hadden zich moeten terugtrekken in de richting van Koersk en Orjol. Het Duitse 2e Leger was verslagen en nog nauwelijks gevechtswaardig.
De verliezen aan Duitse zijde waren groot. De 45e infanteriedivisie en de 134e infanteriedivisie hadden meer dan 12.000 man verloren. De compagnieën van het 445e infanterieregiment hadden een sterkte van 30 tot 50 soldaten. Het 3e bataljon van het 446ste regiment telde nog 7 officieren, 41 onderofficieren en 181 soldaten. Bovendien hadden beide divisie bijna alle voertuigen, paarden en zware wapens verloren tijdens hun terugtocht.
Ook de Sovjets hadden zware verliezen geleden. Het Zuidwestelijk Front telde 12.000 doden, gewonden en vermisten. Vooral de cavaleriedivisies hadden zware verliezen geleden en waren gereduceerd tot bataljonsterkte.

## Conclusie
Het Jeletsoffensief leverde een duidelijke overwinning voor het Rode Leger. De Sovjets hadden twee Duitse divisies omsingeld en hen zware verliezen toegebracht. Hierdoor was het Duitse 2e Leger in tweeën gehakt en de frontlijn 100 km naar het westen verschoven. De zuidelijke flank van Heeresgruppe Mitte was ongedekt en de Sovjets hadden de mogelijkheid om het 2e Pantserleger en het 4e Leger vanuit het zuiden aan te vallen. Als die aanval lukte, dan bestond er gevaar dat de gehele Duitse legergroep zou worden omsingeld.
Toch was de overwinning niet volledig. Het Rode Leger was nog niet in staat om gecombineerde operaties in de diepte uit te voeren. Dit soort aanvallen zou later in de oorlog zo succesvol blijken. De verschillende eenheden van het Zuidwestelijk Front werkten nauwelijks samen. De cavaleristen beschikten over onvoldoende zware wapens om hun veroverde posities te behouden. Ook misten ze het nodige materiaal om zich in te graven. Hierdoor konden de Duitse eenheden, die hun organisatie hadden behouden, de doorgebroken Sovjets verslaan. Hetzelfde gold voor de tankbrigades en de infanteristen. In plaats van samen te werken raasden de tanks na de doorbraak vooruit. Ze veroorzaakten paniek in de Duitse achterhoede, maar konden geen terrein veroveren. Zonder de steun van hun tanks was de Sovjetinfanterie erg kwetsbaar voor de superieure vuurkracht van de Duitse infanterie.
Het Jeletsoffensief toonde de zwakheden van het zogenaamde Höheres Kommando aan. In deze organisatievorm beschikte de bevelvoerende generaal niet over de gebruikelijke ondersteunende eenheden zoals artillerie en constructie- en verbindingstroepen. Het korpshoofdkwartier coördineerde enkel de samenwerking tussen de bijhorende divisies. In geval van een doorbraak beschikte de bevelhebber dus niet over reserve en kon hij enkel een beroep doen op de eenheden van zijn divisies, die op dat moment al onder druk stonden. Na de winter van 1941-1942 ontbond het Duitse Opperbevel het XXXIVste Höhere Kommando. Op andere plaatsen aan het front werden de Höheres Kommando ontbonden of uitgebouwd tot volwaardige korpsen door de toevoeging van ondersteunende eenheden.